# Nádhernice

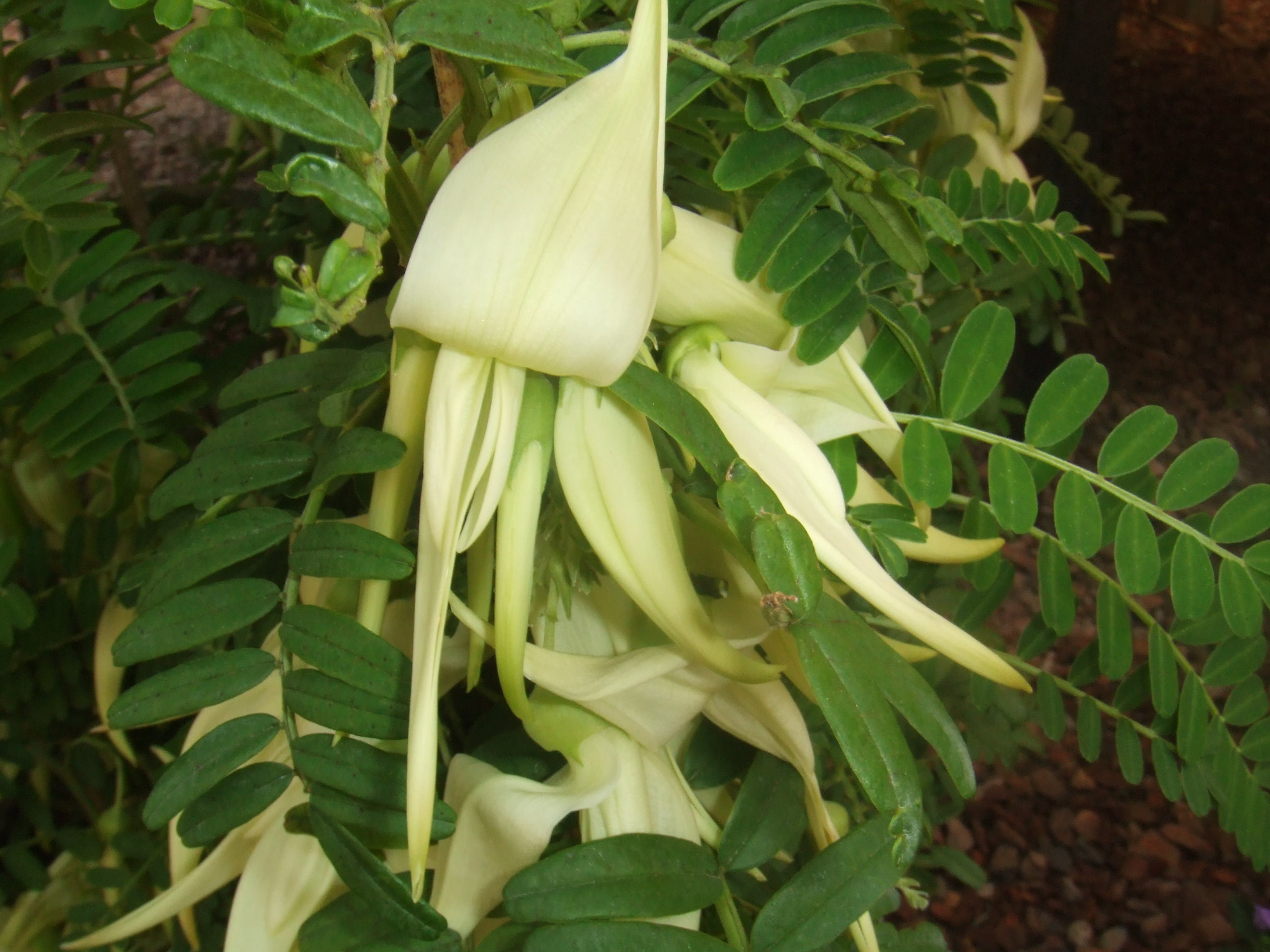
Bělokvětá forma druhu Clianthus puniceus

Nádhernice (Clianthus) je rod rostlin z čeledi bobovité. Zahrnuje 2 druhy keřů se zpeřenými listy a nápadnými velkými květy, rostoucí na Novém Zélandu. Do rodu Clianthus byl v minulosti řazen i druh Swainsona formosa (svensona sličná) jako Clianthus formosus.

## Popis
Nádhernice jsou keře dorůstající výšky 1 až 4 metry. Listy jsou lichozpeřené, složené z mnoha párů vejčitých celokrajných lístků. Palisty jsou široké, bylinné. Květy jsou velké, nápadné, červené, růžové nebo případně bílé, v hroznovitých květenstvích. Kalich je zvonkovitý, zakončený 5 zuby. Pavéza je nazpět ohnutá a asi 2x delší než křídla, člunek bývá asi stejně dlouhý jako pavéza. Semeník je stopkatý, s mnoha vajíčky a šídlovitou čnělkou. Lusky jsou zobánkaté a obsahují mnoho semen.

## Rozšíření
Rod Clianthus zahrnuje 2 druhy a je to endemický rod Nového Zélandu. Oba druhy náležejí mezi ohrožené druhy, Clianthus puniceus na stupni kriticky ohrožený, Clianthus maximus jako zranitelný.

## Taxonomie a historie popisu
Rod Clianthus zahrnuje podle současného pojetí 1 nebo 2 druhy. Mimo druhu Clianthus puniceus je to Clianthus maximus, některými autory považovaný za samostatný druh, jinými pouze za poddruh druhu Clianthus puniceus. V minulosti bylo do tohoto rodu řazeno dalších asi 6 druhů, které jsou v současné systematice přeřazeny do rodů Sarcodum a Swainsona. Náleží mezi ně i známý Clianthus formosus, dnes Swainsona formosa, rostlina s nápadnými červenými květy, pocházející z Austrálie.
První rostliny tohoto rodu byly na Novém Zélandu sebrány v roce 1769 Banksem a Solanderem. O 60 let později byl tento druh pojmenován Donia punicea. Toto rodové jméno však již bylo v té době uděleno rodu z čeledi hvězdnicovité. V roce 1835 pak bylo Lindleyem publikováno nové jméno, Clianthus puniceus. Druhý druh rodu byl zaznamenán v roce 1847 Colensem a v roce 1885 publikován jako Clianthus maximus. O několik let později, v roce 1899, jej Kirk přeřadil jako poddruh předchozího druhu, tedy Clianthus puniceus subsp. maximus. Toto pojetí převzali později i další autoři.
Rozdíl mezi oběma druhy spočívá zejména v povrchu listů, které jsou u druhu C. puniceus šedozelené až olivově zelené a víceméně matné, zatímco C. maximus má listy lesklé a zelené až tmavě zelené. Rozdíl je dán odlišným povrchem listů - zatímco u C. puniceus pokrývá povrch listu síťovitě zvrásněná kutikula, druhý druh má na povrchu listů tlustou vrstvu epikutikulárního vosku. Mimo to dosahuje Clianthus maximus vyššího vzrůstu, má delší kališní zuby a sytěji zbarvené květy.

## Význam
Oba druhy nádhernice jsou v klimaticky příhodných oblastech světa pěstovány jako okrasné dřeviny, ceněné zejména pro velké květy neobvyklého tvaru. V České republice je lze nalézt např. ve sbírkách Pražské botanické zahrady v Tróji.